# Gonzalo Requena
Gonzalo Requena (San Francisco, 4 marzo 2003) è un calciatore argentino, difensore dell'Instituto (C).

## Caratteristiche tecniche
Di ruolo trequartista, può giocare anche come ala sinistra.

## Carriera
Requena è cresciuto nel settore giovanile dell'Instituto (C), con cui ha firmato il primo contratto professionistico il 26 gennaio 2023. Ha debuttato in prima squadra il 29 febbraio 2024 nell'incontro di Copa de la Liga Profesional vinto 3-1 contro il Gimnasia (LP).

## Statistiche

### Presenze e reti nei club
Statistiche aggiornate al 2 giugno 2024.
| Stagione        | Squadra         | Campionato      | Campionato | Campionato | Coppe nazionali | Coppe nazionali | Coppe nazionali | Coppe continentali | Coppe continentali | Coppe continentali | Altre coppe | Altre coppe | Altre coppe | Totale | Totale | Totale |
| Stagione        | Squadra         | Comp            | Pres       | Reti       | Comp            | Pres            | Reti            | Comp               | Pres               | Reti               | Comp        | Pres        | Reti        | Pres   | Reti   |        |
| --------------- | --------------- | --------------- | ---------- | ---------- | --------------- | --------------- | --------------- | ------------------ | ------------------ | ------------------ | ----------- | ----------- | ----------- | ------ | ------ | ------ |
| 2024            | Instituto (C)   | PD              | 4          | 0          | CA+CdL          | 0+2             | 0               |                    | -                  | -                  |             | -           | -           | 6      | 0      |        |
| Totale carriera | Totale carriera | Totale carriera | 4          | 0          |                 | 2               | 0               |                    | -                  | -                  |             | -           | -           | 6      | 0      |        |